# De spottende spiegel
De spottende spiegel is een stripverhaal uit de reeks van Suske en Wiske, dat werd uitgegeven op 27 augustus 2011.

## Personages
In dit verhaal spelen de volgende personages mee:
- Suske, Wiske, Schanulleke, tante Sidonia, Lambik, professor Barabas, klasgenootjes Theo, Dré, Frans en Bertje, klasgenoot Modest[1], bezoekers kermis, Vanessa, de spottende spiegel.

## Locaties
Dit verhaal speelt zich af op de volgende locaties:
- België, natuurhistorisch museum, huis van Modest, school, huis van Lambik, spiegelwinkel, kermis, huis van tante Sidonia.

## Het verhaal
Er wordt een spiegelei gestolen uit het Natuurhistorisch Museum. De dief broedt het ei uit door middel van zonnestralen die worden weerkaatst in een spiegel. Uit het ei komt een magische spiegel die door de dief 'Narcis' wordt genoemd. Lambik gaat naar een reünie van zijn basisschool en ontmoet klasgenoten van destijds. Er is één man die als jongetje altijd gepest werd en ook nu wordt hij uitgelachen. Modest wil wraak nemen en zorgt ervoor dat Lambik een nieuwe spiegel moet kopen. Narcis komt op deze manier in het huis van Lambik terecht, hij is alleen thuis want Jerom is op reis.
Narcis beledigd Lambik om zijn uiterlijk en ontneemt hem zo zijn eigenwaarde. Lambik hunkert alleen nog naar de goedkeuring van de spiegel en wordt depressief. Suske, Wiske en tante Sidonia hebben Lambik al een tijdje niet gezien en ze zoeken hem op. Lambik vertelt over de spiegel, maar deze kan ontsnappen. Geschrokken door zijn toestand, wordt Lambik door zijn vrienden naar professor Barabas gebracht. Inmiddels geeft de spiegel de waardigheid van Lambik aan Modest, maar het effect is slechts tijdelijk. Modest moet op zoek naar een nieuw slachtoffer en de spiegel raadt aan om Wiske, die ijdel is, te kiezen. Op de kermis lokt hij Wiske naar de spiegel en ook zij wordt depressief.
Puur toevallig komt Modest door een lekke band Vanessa, een zelfstandige vrouw, tegen die hem helpt en hij wordt op slag verliefd. Hij voelt zich goed en wil niet meer met de spiegel samenwerken, maar deze besluit dan om Vanessa als volgende slachtoffer te nemen. Modest wil voorkomen dat zij ook slachtoffer wordt en als hij Suske en tante Sidonia tegenkomt, vertelt hij alles. In de 16e eeuw maakte een spiegelmaker een levend wezen van een spiegel. In plaats van schoonheidstips geven, ontnam de spiegel de waardigheid. De spiegel had een ei gelegd en dit kwam in het museum terecht en Modest ontnam al vele politici en beroemdheden hun ego. Het gezelschap komt te laat om Vanessa te redden en tante Sidonia breekt in scherven uiteen als ze de spiegel wil stukslaan.
Suske en Modest bedenken een list en lokken de spiegel in een spiegelpaleis. Nu de spiegel alleen zichzelf ziet, verdwijnt hij. De betovering wordt ongedaan gemaakt en Lambik, Suske, Wiske en tante Sidonia zijn blij dat Modest nu langdurige waardigheid heeft gevonden door de liefde van Vanessa.